# 尼古拉·佩尔武申
尼古拉·弗谢沃洛多维奇·佩尔武申（俄語：Николай Всеволодович Первушин；1899年4月28日—1993年6月14日）是一个俄罗斯裔加拿大人，俄语和历史教授、经济学家。

## 生平
1899年4月28日，佩尔武申出生于喀山。父亲弗谢沃洛德·普罗科皮耶维奇·佩尔武申是一名医生，为神父兼数学家伊万·佩尔武申的侄孙。母亲是亚历山德拉·安德烈耶芙娜（娘家姓扎列日斯卡娅），为弗拉基米尔·列宁的表姐妹。
他于1916年毕业于喀山商业学校，1919年毕业于喀山大学法学院，并留校为取得教师职称做准备。1919年—1922年，他在喀山大学国民经济和经济思想史教研室任教。
1920年，他和弟弟尤里因涉嫌参与白军组织，在喀山被契卡逮捕。佩尔武申的母亲向她的姨妈安娜·韦列捷尼科娃（尼古拉·韦列捷尼科夫的母亲）和玛丽亚·乌里扬诺娃（列宁的母亲）求助。列宁在看过表姐妹的电报后出面干预，使得这位表甥被释放。
他曾非正式地通过了硕士考试，答辩论文题为《罗德伯图斯和比歇尔》（1921年）。
1923年，他被派往柏林工作。1926年，苏联政府又派他前往巴黎，在“石油辛迪加”驻法代表处工作。1927年，他撰写的《德国康采恩和工业组织》一书在列宁格勒出版。
1930年，在接到调回莫斯科的命令后，他决定滞留国外，成为不归俄侨。1929年—1946年，他在巴黎从事记者、经济学家等工作。
迁居美国后，他在联合国语言处任翻译工作直至1962年，并于1947—1954年在联合国语言进修班任教。1976年，获得美国永久居留权。
1962年起，他任教于加拿大麦吉尔大学。1966年起，又在渥太华大学担任俄语和历史教授。他还是蒙特利尔和魁北克俄罗斯学术团体的主席，并是国际陀思妥耶夫斯基研究学会的创始人之一。
他和同事们在美国佛蒙特州的诺里奇大学共同创办“俄罗斯学校”，教授俄语和俄罗斯文化，他任校长至1980年，此后继续担任教师。
他还在俄罗斯和美国的杂志上撰写关于东正教文化和文学的文章。
他的妻子名叫克谢尼娅·利沃夫娜，女儿是一位画家和艺术史学者。
他于1993年在加拿大去世。